# Polisportiva Antares 2011-2012
Questa voce raccoglie le informazioni riguardanti la Polisportiva Antares nelle competizioni ufficiali della stagione 2011-2012.

## Organigramma societario
Area direttiva
- Presidente: Nicola Daralla

Area tecnica
- Allenatore: Giuseppe Iannarella
- Allenatore in seconda: Dino Viggiano
- Scout man: Saverio Di Lascio, Antonello Sarubbi

Area sanitaria
- Medico: Mario Gagliardi
- Preparatore atletico: Marco Giudice, Antonio La Maida
- Fisioterapista: Arsenio Spera

## Rosa
| N° | Nome               | Ruolo | Data di nascita   | Nazionalità sportiva |
| -- | ------------------ | ----- | ----------------- | -------------------- |
| 1  | Paola Colarusso    | S     | 17 luglio 1988    | Italia               |
| 3  | Letizia Franco     | S     | 29 settembre 1980 | Italia               |
| 5  | Tatiana Capriotti  | P     | 3 dicembre 1988   | Italia               |
| 6  | Lorena Zuleta      | C     | 16 gennaio 1981   | Colombia             |
| 7  | Gabriella Vico     | S     | 4 dicembre 1987   | Italia               |
| 8  | Viviana Vincenti   | C     | 25 dicembre 1981  | Italia               |
| 9  | Barbosa Thais      | S     | 3 febbraio 1980   | Brasile              |
| 10 | Marilyn Strobbe    | C     | 11 febbraio 1989  | Italia               |
| 11 | Martina Boscoscuro | L     | 2 settembre 1988  | Italia               |
| 13 | Aleksandra Rynk    | P     | 14 dicembre 1988  | Italia               |
| 15 | Giorgia Faraone    | L     | 6 luglio 1994     | Italia               |
| 16 | Paola Ronconi      | S     | 11 marzo 1979     | Italia               |
| 17 | Virginia Alfieri   | P     | 25 ottobre 1983   | Italia               |

## Risultati

### Serie A2

#### Girone di andata
| 1ª giornata - 9 ottobre 2011 PalaPozzillo, Sala Consilina         | Antares        | 3 - 1 | Pontecagnano Faiano | 25-22, 23-25, 25-22, 25-19        |
| 2ª giornata - 16 ottobre 2011 PalaParenti, Santa Croce sull'Arno  | Santa Croce    | 3 - 0 | Antares             | 25-18, 25-18, 25-16               |
| 3ª giornata - 23 ottobre 2011 PalaPozzillo, Sala Consilina        | Antares        | 3 - 1 | Busnago             | 25-19, 25-23, 24-26, 25-19        |
| 4ª giornata - 30 ottobre 2011 PalaPozzillo, Sala Consilina        | Antares        | 3 - 2 | Rota                | 22-25, 25-20, 23-25, 25-19, 15-13 |
| 5ª giornata - 6 novembre 2011 PalaLiabel, Salsomaggiore Terme     | Terre Verdiane | 1 - 3 | Antares             | 20-25, 25-17, 19-25, 21-25        |
| 6ª giornata - 13 novembre 2011 PalaPozzillo, Sala Consilina       | Antares        | 2 - 3 | Forlì               | 25-20, 18-25, 25-14, 19-25, 12-15 |
| 7ª giornata - 20 novembre 2011 PalaBaslenga, Casalmaggiore        | Casalmaggiore  | 3 - 0 | Antares             | 25-13, 25-15, 25-16               |
| 8ª giornata - 27 novembre 2011 PalaPozzillo, Sala Consilina       | Antares        | 0 - 3 | Loreto              | 22-25, 22-25, 21-25               |
| 9ª giornata - 4 dicembre 2011 PalaGeorge, Montichiari             | Verona         | 3 - 2 | Antares             | 21-25, 25-19, 20-25, 25-23, 15-10 |
| 10ª giornata - 8 dicembre 2011 PalaPozzillo, Sala Consilina       | Antares        | 1 - 3 | Soverato            | 25-20, 20-25, 25-27, 9-25         |
| 11ª giornata - 11 dicembre 2011 Palazzetto dello sport, Frosinone | IHF            | 3 - 2 | Antares             | 25-19, 25-20, 21-25, 21-25, 15-13 |
| 12ª giornata - 18 dicembre 2011 PalaBertoni, Crema                | Crema          | 3 - 1 | Antares             | 21-25, 25-16, 25-22, 25-16        |
| 13ª giornata - 26 dicembre 2011 PalaPozzillo, Sala Consilina      | Antares        | 2 - 3 | San Vito            | 25-22, 25-18, 21-25, 18-25, 11-15 |
| 14ª giornata - 8 gennaio 2012 PalaSassi, Matera                   | Time Matera    | 0 - 3 | Antares             | 20-25, 17-25, 22-25               |
| 15ª giornata - 15 gennaio 2012 PalaPozzillo, Sala Consilina       | Antares        | 0 - 3 | Cuatto Giaveno      | 22-25, 16-25, 22-25               |

#### Girone di ritorno
| 16ª giornata - 22 gennaio 2012 PalaPicentia, Pontecagnano Faiano     | Pontecagnano Faiano | 3 - 0 | Antares        | 26-24, 25-23, 25-17               |
| 17ª giornata - 29 gennaio 2012 PalaPozzillo, Sala Consilina          | Antares             | 3 - 0 | Santa Croce    | 25-21, 25-21, 25-23               |
| 18ª giornata - 5 febbraio 2012 PalaBusnago, Busnago                  | Busnago             | 3 - 0 | Antares        | 25-22, 25-17, 25-17               |
| 19ª giornata - 12 febbraio 2012 PalaRota, Mercato San Severino       | Rota                | 3 - 1 | Antares        | 22-25, 25-19, 25-22, 25-22        |
| 20ª giornata - 19 febbraio 2012 PalaPozzillo, Sala Consilina         | Antares             | 3 - 1 | Terre Verdiane | 18-25, 25-22, 25-22, 25-13        |
| 21ª giornata - 26 febbraio 2012 PalaRomiti, Forlì                    | Forlì               | 1 - 3 | Antares        | 27-25, 22-25, 16-25, 17-25        |
| 22ª giornata - 11 marzo 2012 PalaPozzillo, Sala Consilina            | Antares             | 0 - 3 | Casalmaggiore  | 21-25, 15-25, 12-25               |
| 23ª giornata - 18 marzo 2012 PalaSerenelli, Loreto                   | Loreto              | 3 - 0 | Antares        | 25-22, 29-27, 25-15               |
| 24ª giornata - 25 marzo 2012 PalaPozzillo, Sala Consilina            | Antares             | 1 - 3 | Verona         | 10-25, 19-25, 26-24, 22-25        |
| 25ª giornata - 1º aprile 2012 PalaScoppa, Soverato                   | Soverato            | 3 - 1 | Antares        | 25-20, 25-22, 16-25, 25-20        |
| 26ª giornata - 7 aprile 2012 PalaPozzillo, Sala Consilina            | Antares             | 3 - 2 | IHF            | 25-27, 21-25, 27-25, 25-18, 20-18 |
| 27ª giornata - 15 aprile 2012 PalaPozzillo, Sala Consilina           | Antares             | 3 - 2 | Crema          | 25-17, 16-25, 20-25, 25-23, 16-14 |
| 28ª giornata - 22 aprile 2012 PalaMacchitella, San Vito dei Normanni | San Vito            | 3 - 2 | Antares        | 23-25, 18-25, 25-22, 25-14, 15-13 |
| 29ª giornata - 25 aprile 2012 PalaPozzillo, Sala Consilina           | Antares             | 1 - 3 | Time Matera    | 20-25, 22-25, 25-18, 20-25        |
| 30ª giornata - 29 aprile 2012 Palazzetto dello Sport, Giaveno        | Cuatto Giaveno      | 3 - 0 | Antares        | 25-20, 25-17, 25-19               |